# 冯天有
冯天有（1942年2月—2020年9月16日），天津人，中国新医正骨专家。空军总医院副院长，全军中西医结合正骨治疗中心主任，中央保健委员会会诊专家。

## 生平
1966年毕业于第四军医大学。历任空军第一高等技术专科学校、第十三航校航空军医，空军总医院外科副主任、副院长兼新医正骨科主任、主任医师。1975年创造了治疗腰椎间盘突出症新方法“椎体旋转复位”，担任全国中西医结合治疗骨关节损伤学习班主任。1993年被授予空军专业技术少将军衔。2001年12月被空军聘为首席专家。2020年9月16日23时44分在北京逝世。

## 荣誉
- 全国科学大会奖（1978年）
- 全国先进科技工作者（1978年）[5]
- 全军医院、疗养院先进个人（1985年）
- 全国百名优秀医生（1999年）
- 全国中西医结合贡献奖（2001年）
- 中央保健先进个人（2005年）
- 军队国医名师（2007年）[6]
- 首都国医名师（2017年）[7]